# Mshindo Msolla
Mshindo Msolla – tanzański trener piłkarski.

## Kariera trenerska
Do 2002 trenował Taifa Stars. Od października 2002 do lipca 2003 roku prowadził narodową reprezentację Tanzanii. Potem ponownie pracował z Taifa Stars.